# Roddy Grant
Roddy Grant (Cloucester, 16 settembre 1966) è un ex calciatore scozzese, di ruolo attaccante.

## Carriera
Vanta 1 presenza in Coppa UEFA e 177 incontri nella SPL.

## Palmarès

### Club

#### Competizioni nazionali
- Scottish First Division: 2

St. Johnstone: 1989-1990, 1996-1997